# Мондшайн Хальфон, Луиса
Луиса С. Мондшайн Хальфон (исп. Luisa C. Mondschein Halfon, Luisa C. Halfon de Mondschein; 3 января 1903, Маркулешты, Сорокский уезд, Бессарабская губерния — 2 июня 1985, Буэнос-Айрес, Аргентина) — аргентинская поэтесса.

## Биография
Луиса Мондшайн-Хальфон родилась в бессарабском еврейском местечке Маркулешты (теперь город во Флорештском районе Молдовы) в 1903 году. В 1909 году вместе с семьёй перебралась в Аргентину, жила в Буэнос-Айресе.
На протяжении многих лет преподавала испанскую литературу в университете Буэнос-Айреса и публиковала стихи. Первый поэтический сборник «Docencia» вышел в 1939 году, дополненное переиздание — в 1973 году. Однако известность приобрела своими сонетами, первое собрание которых («Sonetos») увидело свет в 1960 году. За ним последовали другие книги сонетов: «Sonetos y más sonetos» (Сонеты и ещё сонеты, 1970), «Sonetos de amore y crimen» (Сонеты любви и преступления, 1976), «Si alguien antaño» (Если кто-нибудь когда-нибудь, 1980). Её стихи вошли в антологию «Verso argentino actual» (Ediciones Acanto, 1975).
За заслуги перед аргентинской словесностью Мондшайн-Хальфон была удостоена звания поэта-лауреата («Dama Laureada») аргентинской академии геральдики и поэзии (Academia de Heraldica de Poesia) при поддержке Свободного Университета Америки (Universidad Libre de América). В 1947 году вместе с Frases Morales разделила первую премию de los Juegos Florales del Magisterio и была избрана почётным членом Института Американской Культуры (El Instituto de Cultura Americana). Умерла в Буэнос-Айресе в 1985 году.

## Книги
- Sonetos. — Buenos Aires: Schiaffino Hnos., 1960.
- Sonetos y más sonetos. — Buenos Aires: Lopez Miguel, 1970.
- Docencia. — Buenos Aires: Cooproart, 1973 (первое издание — 1939).
- Sonetos de amore y crimen, plaqueta. — Buenos Aires, 1976.
- Si alguien antaño. — Buenos Aires, 1980.